# Acorypha dipelecia
Acorypha dipelecia är en insektsart som beskrevs av Nicholas David Jago 1966. Acorypha dipelecia ingår i släktet Acorypha och familjen gräshoppor. Inga underarter finns listade i Catalogue of Life.